# Tungt i den branta backen
Tungt i den branta backen är en roman skriven av Gösta Gustaf-Janson och utgiven 1972.

## Handling
Året är 1942 och krigslyckan har vänt. Stora förändringar sker i det idylliska Rydsholm.

## Källa
- Gustaf-Janson, Gösta (1972). Tungt i den branta backen. Stockholm: Albert Bonniers Förlag. Libris 7143803